# 脳内出血
脳内出血（のうないしゅっけつ）とは、脳内への出血が原因で脳が破壊された状態となる疾患である。大きくは高血圧性脳内出血と、非高血圧性脳内出血に分類される。

## 原因
寒冷暴露などの自然環境のほか、労働条件やストレスなどの社会的、精神的要因がある。また、喫煙、塩分摂取、アルコールなどの嗜好、肥満、高血圧、運動不足など多岐にわたる。
高血圧性脳内出血は、高血圧症および動脈硬化が起こる50〜70歳代に多いとされるが、近年高血圧症の早期治療の普及により減少傾向にある。他の危険因子として喫煙、糖尿病、動脈硬化症、種々の出血性疾患がある。かつては本症による死亡が脳梗塞に比べて圧倒的に多かったが、脳梗塞の増加により昭和50年を境に逆転している。
死亡率は70%にも達すると言われ、死亡例の大多数は発作後2週間以内に死亡している。平成16年度厚生労働省人口動態統計では、人口10万人対で本症による死亡が28.6人であった。
非高血圧性脳内出血は、頭部外傷、脳動脈瘤、もやもや病、脳動静脈奇形、脳アミロイドアンギオパチー、脳腫瘍内出血、抗凝固療法に合併するもの、アンフェタミン乱用に伴うもの、血小板機能障害に伴うものなどがある。老人においては脳アミロイド血管障害による脳出血は非常に多く、高血圧性につぐ第2位である。脳アミロイド血管障害では皮質下出血が多く、また再発を繰り返すことが多い。

## 分類
出血部位によって分類するのが一般的である。出血部位により、被殻出血、視床出血、皮質下出血、脳幹出血、小脳出血に更に細分化され、発症部位により症状は異なる。

### 皮質下出血
致死的となることは少ないが部位により巣症状（高次脳機能障害）を生じる。高齢者に多い。血腫が50ml以上と大きく意識レベルが傾眠JCS10から半昏睡JCS100で手術が考慮される。皮質下出血においても高血圧性が多いが、被殻出血、視床出血に比べると高血圧性の割合が低く、その他の出血原因についても積極的に精査する必要がある。若年者では動静脈奇形、高齢者では脳アミロイド血管障害が多い。

### 大脳基底核と視床の出血
中大脳動脈の穿通枝からの出血で、頻度としては最も多い。全体の70%を占め、うち被殻からが40%、視床からが30%である。この2ヶ所からの出血が多いのは、中大脳動脈という太い動脈から急激に細い動脈に変化するからである。

#### 被殻出血
レンズ核線条体動脈外側枝から出血する。血腫が大きいと内包の障害により対側の片麻痺が生ずるほか、優位半球からの出血なら失語症、非優位半球なら失行・失認を認める。意識レベルが傾眠（JCS10）から半昏睡（JCS100）で血腫量が31ml以上の症例で手術適応がある。開頭術のほかに、定位血腫吸引除去術、内視鏡下血腫除去術が止血されている血腫で、しかも意識レベルが傾眠（JCS10）から昏迷（JCS30）の症例で考慮される。止血されているかは造影CTや6時間後のフォローアップCTにて判断するのが一般的である。

#### 視床出血
後視床穿通動脈および視床膝状体動脈から出血する。麻痺よりも感覚障害が強く発現し、痛みを強く感じる。間脳や脳幹の障害により意識障害が起こる。脳実質内血腫に対しての外科的手術の適応はなく、急性水頭症を起こしている場合は脳室ドレナージ、脳室内血腫に対して神経内視鏡を用いた血腫除去術が考慮される。

### 脳幹出血
急速に昏睡状態となり、四肢麻痺、縮瞳などが見られる。短期間で死に至り非常に予後が悪い。手術の無効性が確認されているため手術適応はない。出血量が多いと電撃性卒中と言われ、発作と同時に死に至ることもある。

### 小脳出血
小脳が障害されるため、四肢麻痺が起こらずに歩行不能などの症状が発生する。そのほかに頭痛・悪心・嘔吐・眩暈などが見られる。重症型では閉塞性水頭症により短期間で昏睡状態に陥る。血腫の最大径が3cm以上で進行性のもの、脳幹を圧迫し水頭症を合併しているものは手術適応がある。血腫量で言うと11mlあたりと考えられている。

### 脳室内出血
成人の脳室内出血は脳血管の異常によることが多いため、脳血管造影などで出血源の精査を行う。急性水頭症を起こしている場合は脳室ドレナージを考慮する。

### 多発限局性出血
脳挫傷を伴う頭部外傷後などに遅発的に起きる。

### 破裂動脈瘤由来
破裂動脈瘤の30%ほどで併発すると言われている。脳動脈瘤の好発部位としては前交通動脈（Acom）、中大脳動脈の最初の分枝部、内頚動脈-後交通動脈（IC-PC）とされている。前交通動脈瘤では前頭葉下内側および透明中隔に、IC-PCでは側頭葉に、中大脳動脈瘤では外包および側頭葉、前大脳動脈遠位部動脈瘤では脳梁から帯状回に脳内血腫を形成する。高血圧由来のものとは明らかに分布が異なるほか、原則として近傍にクモ膜下出血を伴っている。亜急性細菌性心内膜炎や絨毛がんなどでは動脈瘤を合併し、クモ膜下出血を併発することが知られている。

## 画像

### 頭部CT
血液が血管外に流出すると凝固して血漿成分が吸収されるためヘモグロビン濃度が上昇する。そのためCTでは高吸収域を示し、診断は比較的容易である。血腫量の推定には以下の式がよく用いられる。
血腫量（ml）=最大長径（cm）×最大短径（cm）×スライス厚（cm）×スライス数/2
高血圧性出血は被殻・視床・橋・小脳や大脳皮質下に好発する。これらの部位以外に血腫が存在する場合は、脳動静脈奇形・海綿状血管腫などの脳血管奇形・アミロイドアンギオパチー・脳腫瘍・出血性梗塞・血液凝固異常を伴う出血など他の原因も考慮する。血腫は6時間程度で完成するが抗血小板薬内服中の発症などでは神経学的所見が悪化する場合があり、その都度フォロー・アップする必要がある。経時的変化では発症後3日間は血腫はCT値高値を示す。その後辺縁部より脳浮腫による低吸収域が出現する。1〜2週間が極期であり3〜4週間脳浮腫が持続する。3〜4週で血腫も等吸収を経て髄液とほぼ等しい低値を示す。これは血腫が融解、吸収されたあと空洞化するためである。小さな血腫では画像上は瘢痕を残さないこともある。

### 頭部MRI
超急性期は脳出血と脳梗塞の鑑別もMRIにて行うことができる。但し、CTでもほぼ脳出血の検出能は変わりはないとされている。
| 画像         | 超急性期脳出血                                                     | 超急性期脳梗塞                                                             |
| ------------ | ------------------------------------------------------------------ | -------------------------------------------------------------------------- |
| 発症直後所見 | 発症直後からT2WI、DWIにて信号変化が認められる                      | 発症直後は所見は認められない。                                             |
| T2WI         | T2WIでは血腫中心部の中等度高信号と辺縁部に低信号、周囲の浮腫性変化 | T2WIでは発症後数時間しないと血管性浮腫による信号変化認められない。         |
| DWI          | 血腫中心部の高信号とその辺縁部の低信号                             | 発症30分以後ならば所見は出現しうるが最終梗塞とくらべるとまだ限局している。 |

MRI の意義はヘモグロビンの生化学的状態が鑑別できることである。
| 病期                   | ヘム鉄の性状           | 磁性        | 局在     | T2WI       | T1WI       | CT             |
| ---------------------- | ---------------------- | ----------- | -------- | ---------- | ---------- | -------------- |
| 超急性期（24時間以内） | オキシヘモグロビン     | Fe2+/反磁性 | 赤血球内 | 軽度高信号 | 軽度低信号 | 高吸収域       |
| 急性期（3日以内）      | デオキシヘモグロビン   | Fe2+/常磁性 | 赤血球内 | 低信号     | 軽度低信号 | 高吸収域       |
| 急性期（7日以内）      | メトヘモグロビン       | Fe3+/常磁性 | 赤血球内 | 低信号     | 高信号     | 高吸収域       |
| 亜急性期（2週間以内）  | フリーメトヘモグロビン | Fe3+/常磁性 | 赤血球外 | 高信号     | 高信号     | 辺縁部から低下 |
| 慢性期（1か月以後）    | ヘモジデリン           | Fe3+/常磁性 | 赤血球外 | 低信号     | 低信号     | 低吸収域       |

発症直後は血腫内の赤血球膜は正常であり、内部のヘモグロビンの多くは酸素を含むオキシヘモグロビンである。オキシヘモグロビンは反磁性体のためT1 緩和時間、T2 緩和時間に影響を与えないが、血餅は水分を含むため、軽度の T2 延長を示すのが一般的である。オキシヘモグロビンは数時間以内にデオキシヘモグロビンとなる。デオキシヘモグロビンは常磁性体であり、T2WI にて著明な低信号を示すようになる。磁化率効果に鋭敏なのはグラディエントエコー法であるT2*強調画像である。この画像では急性期血腫は著明な低信号を示す。しかしT2*強調画像では急性期血腫と慢性期血腫の区別が難しい。急性期から亜急性期にかけてデオキシヘモグロビンは辺縁から酸化されメトヘモグロビンに変化していく。メトヘモグロビンは常磁性体であり著明なT1短縮効果を示すため T1WI にて高信号化してくる。この時期には同時に血腫融解がはじまる。赤血球膜破壊によるメトヘモグロビンの血球外流出、浮腫性変化によって T2WI にて高信号化してくる。このころは CT では血腫の辺縁が低吸収域になってくるため、MRI の方が血腫の境界、浮腫性変化を正確に判定できる。慢性期になるとメトヘモグロビンはヘモジデリンとなり、浮腫も落ち着き、T1WI、T2WI ともに低信号となる。T2*強調画像でも低信号を示す。

## 治療
脳出血の急性期治療は手術や降圧剤による血圧管理が行われる。重症度が中等度で機能予後や意識障害の改善が見込まれる場合は外科的治療が行われることも多く、軽症例や重篤な例においては内科的治療が選択される。
基本的に行われる手術は血腫除去術であり、その意義は救命のための脳ヘルニアの回避、圧迫脳の減圧、出血源の特定と止血にあるとされている。出血の大きさ、神経症状、全身合併症、年齢、術前ADLによって手術適応、様式、手術時期を検討する。一般的に血腫量が10ml未満の小出血または神経学的な所見が軽症の場合は部位に関係なく手術適応はなく、また意識レベルが深昏睡（GCS≦4）の症例も手術適応はない。脳ヘルニアが見られる例に対し緊急開頭術を行う。自然に吸収されない大きさの血腫であれば、再出血のおそれが無くなり、脳浮腫が治まった時点で待期的に定位脳手術を行う。
国内の検討では、発症3時間以内の超急性期の高血圧性脳出血も、積極的に平均血圧110mmHg以下に降圧すること（来院時血圧を20%程度の降圧すること）で、出血増大（再出血）の危険を低下させ、しかも予後悪化を防ぐことが示され、来院直後から脳出血患者を積極的に降圧する治療が主流となりつつある。また必要に応じ浸透圧性利尿薬やステロイド薬などで頭蓋内圧亢進症状を軽減する。

## 後遺症
通常1〜2週間から数か月は急性期病院でのこれらのケアが中心となり、その後は後遺症として起きる手足のまひ、しびれ、言語能力の低下の程度改善のためのリハビリテーションが主軸となる。ただ、エドウィン・O・ライシャワーのような多国語会話者における、外国語能力の低下のリハビリテーションを行う方法は確立されていない。また高血圧がある場合は脳出血再発予防のため、降圧薬内服を続けていく。

## 予後
脳内出血は脳梗塞と比べて重症例が多く、予後も不良である。特に脳室に穿破する大出血や橋出血などは死亡率が高い。脳幹出血においては呼吸麻痺、他の部位においては脳ヘルニアが致命的となりうる。このほか、消化管出血や肺炎などの合併症で死亡することもある。発熱がある場合、頭部を冷やし過ぎるとMRI部で詳細に記述されているヘモグロビンが酸素を放せなくなる代謝性アシドーシスが起き、機能を低下させるので注意が必要である。